# قضاء الديسة
قضاء الديسة قضاء يقع في لواء القويرة، محافظة العقبة في الأردن. ينتمي القضاء للواء القويرة الذي يضم قضائين. يقدر عدد سكانه بـ 6364 نسمة حسب إحصاء 2015.

## الوصلات الخارجية
- دائرة الاحصاءات العامة